# 莫拉尔班德
莫拉尔班德（Molar Band），是印度德里South县的一个城镇。总人口39267（2001年）。

## 人口
该地2001年总人口39267人，其中男性21924人，女性17343人；0—6岁人口7234人，其中男3810人，女3424人；识字率68.46%，其中男性为76.52%，女性为58.27%。